# Desaparición de Amy Billig
Amy Billig (Oyster Bay, Nueva York; 9 de enero de 1957) era una adolescente estadounidense que desapareció el 5 de marzo de 1974, a los 17 años, cuando hacía autostop y se dirigía al estudio de arte de su padre en Coconut Grove, una zona suburbana de Miami (Florida).
Los investigadores creen que su desaparición fue involuntaria y, aunque nunca se ha concretado ninguna pista definitiva sobre las circunstancias exactas que rodearon la misma, pistas no confirmadas indican que pudo haber sido secuestrada por una banda de moteros y posteriormente drogada, violada en grupo y asesinada.
Los padres de Amy siguieron buscando a su hija durante el resto de sus vidas; su madre, Susan, murió en 2005 a los 80 años, después de haberla buscado continuamente durante más de tres décadas. Antes de morir, pidió al hermano de Amy, Joshua, que "nunca abandonara" la búsqueda.
A pesar de la intensa publicidad que rodeó la desaparición de Amy y de los repetidos esfuerzos por localizarla, viva o muerta, su desaparición sigue sin resolverse. El caso, abierto, ha sido descrito como uno de los casos de personas desaparecidas más duraderos de Florida.

## Antecedentes
Amy Billig nació en Oyster Bay, municipio ubicado del condado de Nassau, en el estado de Nueva York, el 9 de enero de 1957. Era la primera de los dos hijos de Nathaniel Solomon y Susan (de soltera Chern) Billig. Su padre era propietario de una galería de arte y su madre diseñadora de interiores y marchante de arte. Su familia era de religión judía.
Susan Billig había sufrido cuatro abortos antes de dar a luz a Amy; más tarde describió a su única hija como una adolescente sociable, "espiritual" y una "niña de las flores", muy "metida en la naturaleza". Entre sus aficiones se encontraban tocar la flauta y la guitarra, además de leer y escribir poesía. También entrenaba delfines en el Miami Seaquarium. Amy estaba muy unida a su madre, quien reflexionó más tarde: "La miraba y pensaba: '¿Qué he hecho yo para merecer algo tan hermoso?".
En mayo de 1969, los Billig se trasladaron de Nueva York a Coconut Grove, un suburbio al sur de Miami (Florida), donde Nathaniel abrió una galería de arte y Susan se dedicó a su profesión de marchante de arte y diseñadora de interiores. La familia vivía en un hogar de clase media y, a principios de la década de 1970, participaba activamente en varias organizaciones culturales de la comunidad. Tanto Amy como su hermano menor, Joshua (nacido el 14 de febrero de 1958), asistían a escuelas privadas locales.
En 1974, Amy se planteó la posibilidad de convertirse en actriz tras graduarse de manera anticipada en la Academia Adelphi de Coral Gables el 31 de marzo. Al no tener coche, a menudo hacía autostop por su barrio y alrededores, aunque nunca recorría distancias considerables. En el momento de su desaparición, Amy tenía 17 años, medía 1,70 m y pesaba alrededor de 50 kg. Tenía el pelo ondulado, castaño hasta la cintura, una característica cicatriz por una apendicectomía de cinco centímetros en el abdomen y posiblemente un tatuaje.

## Desaparición
La tarde del 5 de marzo de 1974, Amy volvió a casa de la escuela, y telefoneó a su padre para preguntarle si podía pedirle prestados dos dólares para pagar un almuerzo que iba a tener con unos amigos en Peacock Park, en Coconut Grove. Su padre accedió y Amy se cambió de blusa y comenzó a hacer autostop hasta la galería de arte de su padre en la cercana Commodore Plaza para recogerlos. Unos trabajadores de la construcción la observaron haciendo autostop en la esquina de Poinciana Street con Main Highway en Coconut Grove, muy cerca de su domicilio, a primera hora de la tarde. Este sería el último avistamiento definitivo de Amy, ya que nunca llegó a la galería de arte de su padre. En el momento de su desaparición, llevaba una minifalda vaquera y sandalias de plataforma de corcho.
Ese mismo día, pero horas más tarde, la madre y el hermano de Amy se preocuparon cuando ella no regresó a casa. Esta preocupación comenzó cuando los amigos de Amy llamaron por teléfono a la residencia para preguntar a Susan por qué su hija no se había reunido con ellos como había prometido y aumentó hasta el pánico cuando Nathaniel volvió a casa para divulgar que Amy no se había presentado en su lugar de trabajo. Una llamada al departamento de policía local solo obtuvo la promesa de una investigación si Amy no había regresado a la mañana siguiente, con el detective Michael González informando a la madre de Amy: "Que no cunda el pánico. Vuelva a llamar si Amy no está en casa por la mañana". A las 6 de la mañana, más de doce horas después, la madre de la joven volvió a denunciar dicha desaparición ante el Departamento de Policía de Miami, iniciándose una investigación.

## Investigación
La policía comenzó a investigar la desaparición, a los que paralelamente se unieron su familia, tratando de aportar activamente cualquier búsqueda. Los interrogatorios rutinarios a los amigos de Amy y las búsquedas en los lugares que se sabía que había frecuentado en las horas y días inmediatamente posteriores a su desaparición no dieron ningún resultado y, como Amy llevaba pocas pertenencias personales cuando se le perdió la pista, se concluyó rápidamente que su desaparición había sido involuntaria. Al enterarse de que Amy solía hacer autostop por su barrio, los investigadores también pensaron que lo más probable era que hubiera entrado voluntariamente en el vehículo de su secuestrador.
La única prueba física relacionada con la desaparición de Amy que se descubrió posteriormente fue su cámara Instamatic, hallada por un estudiante universitario que hacía autostop en una zona de hierba junto a la salida de Wildwood de la autopista Turnpike de Florida, aproximadamente a 400 kilómetros al noroeste de Miami, el 18 de marzo. El procesamiento del carrete de la cámara no aportó nada a la investigación, ya que la mayoría de las fotografías estaban sobreexpuestas; sin embargo, una de ellas mostraba una camioneta de color claro aparcada frente a la pared de un edificio cubierto de enredaderas. Otra imagen mostraba una furgoneta blanca. Los investigadores no pudieron localizar ninguno de los dos vehículos ni identificar la estructura.

### Esfuerzos comunitarios y familiares
Además de llevar a cabo su propia búsqueda privada de Amy, Susan y Nathaniel Billig contrataron a un investigador privado, que no pudo desarrollar ninguna pista concluyente. La familia también imprimió y distribuyó cientos de carteles de personas desaparecidas por todo el condado de Miami-Dade y se distribuyeron folletos en inglés y español, tanto de puerta en puerta como en lugares públicos de todo el sur de Florida, con la esperanza de generar pistas sobre la desaparición de Amy. La familia mantuvo una vigilia en la que un miembro de la misma, por lo general fue la madre, permanecía cerca del teléfono en caso de que Amy o quien la hubiera secuestrado iniciara un contacto. Su madre también se ponía en contacto con el Departamento de Policía de Miami casi a diario para informarse de las novedades y los avances de la investigación, además de celebrar varias conferencias de prensa con la esperanza de mantener el interés público en la desaparición de su hija.
Susan Billig sostuvo una pancarta en la que pide información sobre su hija nueve días después de su desaparición.
El 10 de marzo, cinco días después de los hechos, apareció en los periódicos locales el primer titular sobre la desaparición. Dicho titular reveló que tanto la policía como la familia de Amy sospechaban que había sido secuestrada, posiblemente por miembros de una banda de motoristas. Esa misma noche, en un concierto benéfico para recaudar fondos para la búsqueda de Amy se recaudaron 850 dólares y se creó un fondo en un banco local para ayudar a sufragar los gastos de la búsqueda. También se ofreció una recompensa de mil dólares por información sobre el paradero de Amy; esta recompensa generó varias pistas públicas, aunque no se confirmó ninguno de los supuestos avistamientos.
En las semanas siguientes, su familia recibió dos mil dólares en donaciones para la recompensa de amigos, vecinos y compañeros de trabajo, mientras que un festival de música organizado por su instituto recaudó 1 500 dólares para financiar la investigación privada de la familia sobre su desaparición. Otros mil dólares se recaudaron entre antiguos vecinos de los Billig en Nueva York.

### Pistas de la investigación
Tanto la policía como Susan Billig recibieron varias pistas de personas que indicaban que Amy había sido secuestrada por miembros del Outlaws Motorcycle Club o del Pagan's Motorcycle Club; estas dos bandas de motoristas rivales habían pasado por la zona de Coconut Grove, en Florida, de camino a un festival anual de motociclismo en Daytona en la fecha de la desaparición de Amy, y ambas eran conocidas por haber cometido actos violentos y abusos contra mujeres, como secuestros, violaciones y tráfico sexual. Tanto la familia como los investigadores consideraron que esta teoría era la más probable para explicar la desaparición involuntaria de Amy. El 16 de marzo, una chica que se identificó como "Susan Johnson" avisó por teléfono de que Amy había sido secuestrada por el club de moteros Outlaws. Poco después, un amigo de la familia telefoneó a la residencia de los Billig para informar a los padres de Amy de que un abogado que había trabajado anteriormente para los Outlaws había oído rumores sobre una adolescente "secuestrada recientemente en Miami".
A instancias de Susan y con la ayuda de este abogado, dos miembros de la banda de moteros visitaron la casa de los Billig para escuchar sus súplicas de que le devolvieran a su hija; uno de estos individuos aseguró a Susan que si Amy estaba "en la Nación de los Forajidos, la devolveríamos". Días después, estos individuos llamaron por teléfono a Susan aconsejándole que simplemente "olvidara todo el asunto". En junio de 1974, Susan se había enterado por el gerente de una tienda de Orlando de que una joven a la que identificó positivamente como su hija había entrado en su tienda acompañada de dos motoristas en varias ocasiones para comprar sopas vegetarianas en un momento en que una banda de motoristas había estado en la ciudad varias semanas antes. Como el hecho de que Amy era vegetariana no había trascendido a los medios de comunicación, Susan encontró credibilidad en este avistamiento concreto de que su hija estaba viva y retenida contra su voluntad.

### Intento de extorsión
Dieciséis días después de la desaparición, su familia recibió una llamada telefónica afirmando que había sido secuestrada y que pedían un rescate de 30 000 dólares. Susan pidió prestada la suma a unos amigos tras oír una voz que creyó que era la de su hija en una llamada posterior de este individuo diciendo: "Mamá, mamá, por favor". Se concertó una cita entre Susan y el autor de la llamada para que ella entregara el dinero en un maletín negro en el hotel Fontainebleau el 22 de marzo, donde el autor de la llamada fue detenido después de que Susan se negara a entregar el dinero hasta que pudiera demostrar que tenía a Amy.
Los autores de este intento de extorsión resultaron ser los hermanos gemelos de 16 años Charles y Lawrence Glasser, que no estaban implicados en la desaparición de Amy. Ambos hermanos fueron detenidos y acusados de extorsión, de la que se declararon culpables. Antes de dictar sentencia contra los jóvenes, el juez William Gladstone declaró que los hermanos tenían "un largo camino por recorrer desde los graves hechos delictivos y trágicos que provocaron".
Poco después de la detención de los hermanos, la angustiada madre de Amy se dirigió a los medios de comunicación para declarar: "Por favor, no más llamadas de broma como esa. Habría hecho cualquier cosa para recuperar a [Amy]: mendigar, pedir prestado o robar".

### Campaña de acoso
A los pocos meses de la desaparición de Amy, la familia empezó a recibir llamadas falsas de un desconocido que se identificó como "Johnson"; este individuo se burlaba abierta y repetidamente de la familia de Amy, en particular de su madre, e ilustraba gráficamente los abusos y tormentos que decía estar infligiendo a la joven. Este individuo también afirmó que la chica había sido secuestrada por miembros de una red de sexo organizado, que estaba cautiva y que la propia Susan iba a sufrir el mismo destino. En una nueva llamada telefónica, le dijo a Susan que a su hija le quedaban dos semanas de vida; en otra, afirmó que le había cortado la lengua a su hija. Poco después de que a Susan le diagnosticaran cáncer de pulmón en 1992, informó al autor de la llamada de su diagnóstico con la esperanza de que este conocimiento le llegara a la conciencia y cesara el acoso o, si realmente era el secuestrador de Amy, la liberara; en lugar de ello, el autor de la llamada incorporó este conocimiento a sus amenazas y burlas. En dos ocasiones, el autor de la llamada acordó reunirse con Susan en una cita propuesta, aunque el autor no se presentó en ambas ocasiones.
Aunque el acoso que Susan sufrió por parte de este individuo le provocó en última instancia privación del sueño, náuseas y convulsiones, su paciencia ante este acoso continuo para conseguir la liberación de su hija la llevó a entablar un diálogo continuo con el autor con la esperanza de que se pudieran rastrear las llamadas, de que el autor revelara su identidad o de que revelara el paradero de su hija. Sin embargo, a pesar del gran número de llamadas que hizo a la casa de los Billig, los investigadores no pudieron identificar inicialmente al autor porque la mayoría de las llamadas se hicieron desde teléfonos públicos y/o la persona que llamaba terminaba sus conversaciones después de un corto período de tiempo, lo que significaba que las llamadas no podían ser rastreadas.
Además, las llamadas falsas eran esporádicas. En varias ocasiones a lo largo de veintiún años, el autor realizaba entre una y siete llamadas por noche durante días sucesivos; en otros casos, transcurrían meses entre sus llamadas. A pesar del acoso continuado por parte de este individuo y de otros bromistas ocasionales, la familia Billig se negó a cambiar su número de teléfono con la esperanza de que alguno de los llamantes revelara información que acabara garantizando la liberación de Amy o de que la propia Amy iniciara el contacto con su familia.

## Búsqueda a nivel nacional
En los años siguientes a la desaparición de su hija, Susan Billig -acompañada ocasionalmente por miembros de su familia y/o investigadores y amigos de la familia- amplió la búsqueda de su hija por todo el país basándose en la teoría de que Amy había sido secuestrada por una banda de motoristas y estaba retenida contra su voluntad y posiblemente con recuerdos de su pasado bloqueados mentalmente como mecanismo para hacer frente a su situación. Varias personas afirmaron reconocer a su hija, y las que proporcionaron información, casi todas con conexiones con bandas de motoristas, indicaron con frecuencia que se encontraba en un estado muy alejado de donde Susan se encontraba físicamente en el momento de estos nuevos acontecimientos.

### La pista de Tulsa
En enero de 1976, la búsqueda de Susan se había extendido a Oklahoma tras recibir una pista de un miembro de una banda llamado David, que se puso en contacto personalmente con ella para afirmar que había reconocido a su hija en una fotografía de un periódico como una chica que había "poseído" anteriormente. Este individuo accedió a reunirse con Susan en el domicilio familiar, donde informó a los Billig de que su hija se había mostrado extremadamente tímida, sumisa y "callada como una muda" mientras estaba en su compañía; también describió una cicatriz característica en el cuerpo de Amy que nunca se había revelado a los medios de comunicación. Esta información llevó a Susan a creer tales afirmaciones.
David accedió a ponerse en contacto con la persona que creía que tenía a Amy. Varias semanas después, se puso en contacto con los Billig para informarles de que Amy estaba en Tulsa (Oklahoma). Afirmó que pronto localizaría a Amy para su madre; a la expectativa, Susan compró ropa de cama nueva para el dormitorio de su hija -que había mantenido intacto desde la desaparición de Amy- en previsión de su regreso antes de reunirse con David por acuerdo previo en una taberna de Tulsa, donde David afirmó que Amy sería devuelta a su madre; sin embargo, se produjo una pelea entre David y otros miembros de la banda en la que resultó herido. Otro miembro de la banda metió a Susan en un taxi.
David se puso en contacto con Susan unas cinco semanas más tarde -vivo, pero con las rótulas al parecer rotas en un probable ataque de represalia en la taberna por ser un informador- para informarle de que su hija estaba ahora en Seattle trabajando como bailarina erótica en un bar, antes de añadir que sería la última vez que sabría de él. Susan viajó a Seattle para seguir esta pista, pero sin éxito.

### Teoría de Terri Ann Warner
En agosto de 1985, un hombre de 33 años llamado Alex Courvier informó a un cuerpo de policía de Pensilvania de que había visto recientemente un folleto sobre personas desaparecidas en el que aparecía Amy Billig y la reconoció como una joven llamada Terri Ann Warner, que había muerto por causas naturales en Texas en el verano de 1974 y cuyo cuerpo nunca había sido reclamado por sus seres queridos.
Para confirmar o descartar la teoría de Courvier, un detective de Miami y un dentista local volaron a Vernon (Texas), para examinar el cadáver exhumado, aunque pronto pudieron determinar, mediante el examen de los registros dentales de la difunta, que no se trataba de Amy Billig. Tanto Susan como Nathaniel expresaron su alivio de que el cadáver no fuera el de su hija, y Susan volvió a manifestar su esperanza inquebrantable de que pudiera seguir viva.

### Revelaciones psíquicas
A mediados de los años ochenta, la reportera del Miami Herald Edna Buchanan, que investigaba el asesinato por estrangulamiento de un banquero de Las Vegas, no relacionado con el caso y sin resolver, se puso en contacto con una prestigiosa vidente californiana con un amplio historial de aciertos para buscar información sobre el asesino del banquero. En lo que más tarde describió como un impulso, tras hablar del asesinato del banquero, exclamó: "¿Dónde está Amy?", sin dar más detalles sobre a quién se refería; en respuesta, la vidente contestó: "Perdida. Sus huesos están esparcidos por la arena" antes de explicar que Amy Billig había muerto a manos de un hombre solitario durante una violación y que los huesos y la arena de sus visiones estaban bajo el agua.
Según la médium, el asesino de Amy no pretendía matarla, sino que la lucha entre ambos "se les fue de las manos"; posteriormente, su asesino, en un estado de fuga, se deshizo de sus restos bajo el agua. Además, el asesino de Amy seguía viviendo en Miami, estaba atormentado por su crimen y no había cometido ningún otro acto violento en los años siguientes.

### Identificado el autor del engaño
En octubre de 1995, los agentes del FBI lograron identificar al individuo que había sometido a Susan Billig y a su familia a más de veintiún años de acoso gracias al rastreo de una llamada que el individuo había realizado desde su teléfono móvil. El autor de la llamada era Henry Johnson Blair, de 48 años, casado y padre de dos hijas, que había trabajado para el Servicio de Aduanas de Estados Unidos durante veinticuatro años. Blair fue detenido y acusado formalmente de tres cargos de acoso con agravantes; quedó en libertad bajo fianza de 75 000 dólares a la espera de juicio. En el juicio, Blair se declaró formalmente inocente de acoso con agravantes, aunque fue declarado culpable de dos cargos de acoso el 6 de marzo de 1996.
Fue condenado a dos años de prisión. Blair admitió en el juicio haber obtenido una forma de placer sexual al realizar las llamadas falsas, pero insistió en que no había tenido la intención de causar angustia; también afirmó ser alcohólico y padecer un trastorno obsesivo-compulsivo, por lo que no era responsable de sus actos. Insistió en que nunca había conocido a Amy y que en realidad no sabía nada de su desaparición. La propia Susan expresó su incredulidad ante las acciones de Blair, declarando a la prensa: "No entiendo por qué nos señaló a Amy y a mí. Tiene que haber una razón".
Susan llegó más tarde a un acuerdo en una demanda de cinco millones de dólares contra Blair, añadiendo que él nunca se había disculpado con ella por su campaña de acoso.

### Teoría del diario
Seis semanas antes de su desaparición, se sabe que Amy escribió en su diario sobre un hombre al que llamaba "Hank", quien, según ella, le había pedido que le acompañara a Sudamérica, aunque la entrada indica que ella le había "dicho que está loco" como respuesta. Debido a que el apodo de Henry Blair era Hank, a que su furgoneta se parecía mucho a la que aparecía en una fotografía revelada con la cámara Instamatic de Amy y a que su trabajo le obligaba a trasladarse temporalmente a Sudamérica en la época que Amy especificó, algunos teorizaron que Blair podría haber estado más implicado en la desaparición de la joven de lo que se creía en un principio, aunque dicha teoría no pudo desarrollarse más allá.

### Confesión en el lecho de muerte
Antes de su muerte, un antiguo miembro de alto rango de Pagan's Motorcycle Club llamado Paul Branch confesó que miembros de su banda de moteros fueron los responsables del secuestro y asesinato de Amy. Esta detallada confesión fue dada por Branch a su esposa poco antes de su muerte en Charlottesville (Virginia), en diciembre de 1997. Al parecer, Branch decidió confiar a su esposa los detalles del secuestro y asesinato de Amy cuando le informaron de que su propia muerte era inminente.
Según la confesión de Branch -dada por su esposa a los investigadores después de su muerte-, Amy había sido secuestrada y llevada a "una fiesta" en los Everglades, donde los motoristas tenían un club-remolque. Según la confesión póstuma de Branch, Amy había insultado a algunos de los miembros de la banda, tras lo cual fue violada por aproximadamente dos docenas de miembros de la banda. Para someterla mientras luchaba continuamente contra sus agresores, le "inyectaron drogas" repetidamente hasta que sufrió una sobredosis y murió. Amy había muerto pocas horas después de ser llevada a la casa-club remolque, y su cuerpo había sido arrojado precipitadamente a un pantano.
El propio Branch había sido interrogado repetidamente por los investigadores en los meses y años siguientes a la desaparición de Amy, pero siempre había negado tener conocimiento alguno de su paradero; también había hablado personalmente con sus padres. En su confesión se mencionaba a una persona que, según él, había participado en los abusos y el asesinato de Amy; esta persona (encarcelada por asesinato en 1974) fue entrevistada, pero negó estar implicada.
Haciendo hincapié en su creencia en la confesión póstuma de Branch, el detective principal asignado al caso de Amy, Jack Calvar, declaró que numerosos detalles que había proporcionado en su confesión en el lecho de muerte coincidían con los hechos conocidos del caso, algunos de los cuales nunca se habían revelado públicamente. No obstante, añadió la advertencia: "Nunca encontraremos un cadáver".

## Hechos posteriores
Las numerosas pistas que Susan Billig recibió sobre la desaparición de su hija la condujeron finalmente a una infructuosa búsqueda de Amy por todo el país. Llegó a hablar con presos en el corredor de la muerte y bandas de motoristas y a seguir pistas tangibles en numerosos estados como Washington, Oklahoma y Nevada y, en 1992, a viajar tan lejos como el Reino Unido en la búsqueda de su hija, aunque finalmente fue en vano.
A pesar de los continuos contratiempos, Susan se negó a abandonar la esperanza de encontrar a Amy. Tanto ella como su marido cerraron su galería de arte, vendieron muchas de sus posesiones y se mudaron a una casa más pequeña. Ambos siguieron trabajando para financiar su búsqueda y dedicaron una parte considerable de su tiempo libre a sus esfuerzos de búsqueda que, aunque no tuvieron éxito en la búsqueda de Amy, sí ayudaron a varias otras niñas y mujeres secuestradas y/o maltratadas por bandas de motoristas. Durante más de dos décadas, Susan Billig se negó a abandonar la esperanza de que su hija siguiera viva, declarando en 1984: "Todos los días pienso que mañana voy a encontrarla [...] si está viva, sabe que voy a encontrarla. Le he hecho una promesa a Amy en mi corazón. Debo encontrarla". Entre las teorías con las que Susan especuló sobre por qué su hija no había iniciado el contacto estaba la de que Amy había sido intimidada por su(s) secuestrador(es) y que, o bien la tenían retenida contra su voluntad, o bien le habían lavado el cerebro.
El 8 de marzo, Susan invitó a varios amigos y conocidos que habían colaborado en la búsqueda de Amy a un funeral privado en su casa. Aunque iba vestida completamente de negro, Susan declaró más tarde que obtuvo una "tremenda sensación de paz" de la ceremonia, añadiendo que ella y sus invitados intentarían ahora "reír y estar alegres porque Amy habría querido que lo hiciéramos". Una invitada, la ex reportera del Miami Herald Edna Buchanan, reflexionó más tarde sobre el efecto catártico que la ceremonia tuvo en la madre de Amy: "[Susan] ha sufrido más que cualquier otra madre que haya conocido en todos estos años de cobertura de niños desaparecidos y homicidios. Parece más feliz y aliviada de lo que la he visto en los últimos 24 años".
Con la ayuda del corresponsal independiente Greg Aunapu, Susan escribió un libro en el que relata la desaparición de su hija, sus esfuerzos por descubrir la verdad sobre la desaparición de Amy y su determinación por localizar a su hija: Without A Trace: The Disappearance Of Amy Billig-A Mother's Search For Justice. El texto fue publicado en septiembre de 2001 con gran éxito de crítica.
El padre de Amy Billig, Nathaniel Solomon Billig, murió de cáncer de pulmón a principios de la década de 1990. Susan Billig falleció años más tarde, de un ataque al corazón el 7 de junio de 2005, a los 80 años, también tras luchar contra un cáncer. Su hijo, Joshua, había dado a su madre dos nietas en el momento de su muerte, una de las cuales se parecía mucho a su tía desaparecida. Más tarde fue enterrada en el cementerio Graceland de Miami.
Dos días después de la muerte de su madre, Joshua Billig, reflexionando sobre el impacto que la desaparición de su hermana había tenido sobre su madre, comentó: "No creo que [mi madre] encontrara nunca la paz; se lo llevó como una herida muy dura hasta la tumba".